# Andrzej Wiktor Sokołowski
Andrzej Wiktor Sokołowski (ur. 9 października 1935 w Jaworowie, zm. 23 stycznia 2017) – polski ekonomista, specjalizujący się w ekonomice obrony, profesor nauk ekonomicznych.

## Życiorys
W 1967 ukończył studia w Wojskowej Akademii Technicznej w Warszawie. W 1975 obronił pracę doktorską w Wojskowej Akademii Politycznej w Warszawie i rozpoczął pracę na tej uczelni, początkowo jako adiunkt, od 1986 jako docent. Habilitował się w 1985 w Szkole Głównej Planowania i Statystyki. Od 1990 pracował w Akademii Obrony Narodowej, w Instytucie Ekonomiki Obrony na Wydziale Strategiczno-Obronnym. W 1992 otrzymał tytuł profesora nauk ekonomicznych. Od 1998 pracował także w Wyższej Szkole Rolniczo-Pedagogicznej w Siedlcach, następnie przekształconej w Akademię Podlaską. Od 2001 kierował tam Instytutem Nauk Ekonomicznych.
Był odznaczony Złotym Krzyżem Zasługi.